# Resolució 145 del Consell de Seguretat de les Nacions Unides
La Resolució 145 del Consell de Seguretat de les Nacions Unides, aprovada per unanimitat el 22 de juliol de 1960, després de considerar un informe del Secretari General sobre l'aplicació de la resolució 143, el Consell va convocar Bèlgica perquè retiri les seves tropes del Congo i va autoritzar al Secretari General a prendre totes les mesures necessàries a aquest efecte. El Consell també va demanar a tots els estats que s'abstinguessin de qualsevol acció que pogués impedir la restauració de la llei i l'ordre al Congo o soscavar la seva integritat territorial, i va encomanar al Secretari General per la seva ràpida acció en relació amb la resolució 143, juntament amb el seu primer informe i ha demanat que es duguin a terme informes addicionals, segons correspongui.